# Paoliella eastopi
Paoliella eastopi är en insektsart. Paoliella eastopi ingår i släktet Paoliella och familjen långrörsbladlöss. Inga underarter finns listade i Catalogue of Life.